# 22410 Grinspoon
22410 Grinspoon è un asteroide della fascia principale. Scoperto nel 1995, presenta un'orbita caratterizzata da un semiasse maggiore pari a 2,5681475 au e da un'eccentricità di 0,0248517, inclinata di 3,52765° rispetto all'eclittica.
L'asteroide è dedicato all'astrobiologo statunitense David Grinspoon.